# 约瑟夫·贝特朗
约瑟夫·贝特朗（法語：Joseph Bertrand，1879年—？），法国前男子游泳、水球运动员。他曾代表法国参加1900年夏季奥林匹克运动会，获得男子200米团体游泳银牌。